# ドナルドの入隊
『ドナルドの入隊』（ドナルドのにゅうたい、原題：Donald Gets Drafted）は、ウォルト・ディズニー・プロダクション（現：ウォルト・ディズニー・カンパニー）が製作した1942年5月1日公開のアニメーション短編映画作品。ドナルドダック・シリーズの第37作である。

## あらすじ
召集状をもらったドナルドは、空を飛びたいという憧れと女性にモテたいという希望を胸に空軍に志願したのだが・・・。

## スタッフ
- 製作：ウォルト・ディズニー
- 脚本：ジャック・ハンナ
- 音楽：ポール・J・スミス
- 監督：ジャック・キング

## キャスト
| キャラクター   | 原語版               | 旧吹き替え版 | 新吹き替え版 |
| -------------- | -------------------- | ------------ | ------------ |
| ドナルドダック | クラレンス・ナッシュ | 関時男       | 山寺宏一     |
| ピート         | ビリー・ブレッチャー | 内田稔       | 大平透       |
| ナレーター     | -                    | 土井美加     | -            |

## 日本での公開

### 収録
- 『ドナルドダック・クロニクル Vol.2 限定保存版』（DVD、ブエナ・ビスタ・ホーム・エンターテイメント、新吹き替え版）
- 『ドナルド・ダック!!　ドナルド・ダックの楽しい生活』（VHS、バンダイ・ホームビデオ、旧吹き替え版）

## 備考
- 本作が公開された当時、第二次世界大戦がピークを達していた影響のためか、本作を含めて『ドナルドの透明人間』、『ドナルドのパイロット』等、軍隊関連の作品が多数制作されるようになる。